# Sol negro

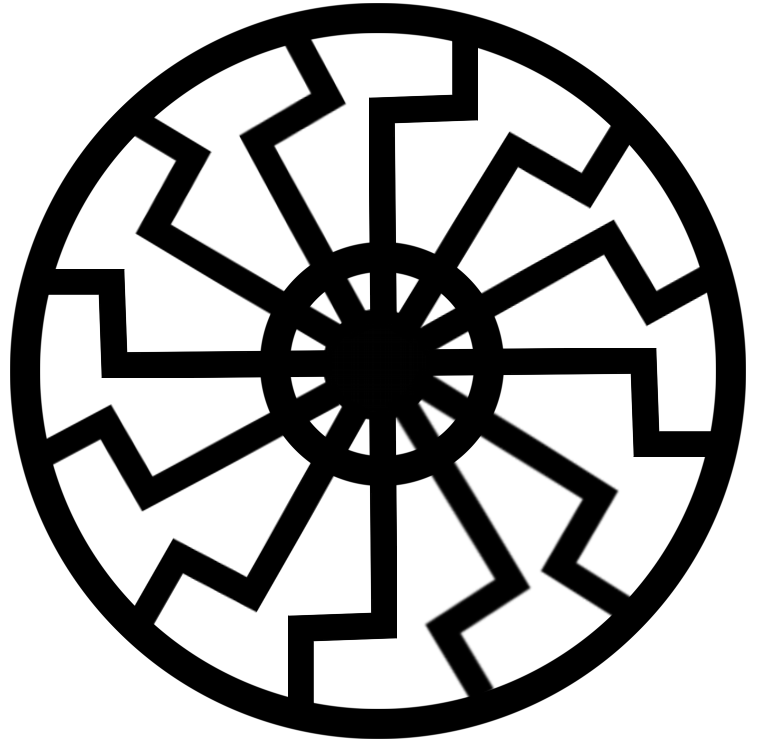
Similar al diseño del mosaico en Wewelsburg.

El Sol Negro en el emblema del Batallón Azov.

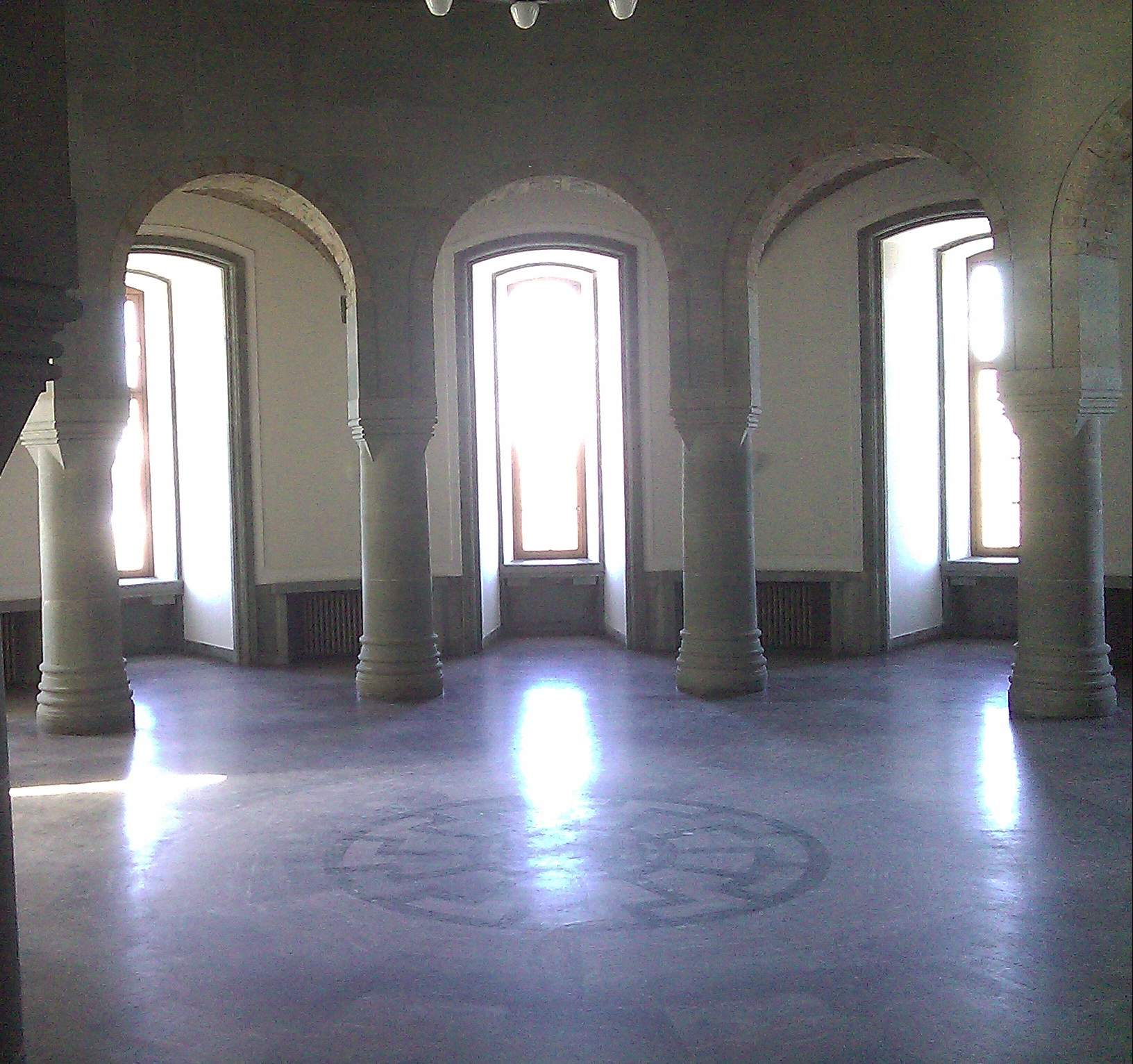
La Sala de los Generales Mayores (Obergruppenführersaal) en la segunda planta de la torre norte del palacio de Wewelsburg.

El sol negro es un tipo de símbolo de rueda solar (en alemán: sonnenrad), tiene innumerables variaciones; la esvástica y otras variantes redondeadas similares son en realidad formas de sonnenrad, al igual que ciertas versiones de la cruz celta. Creado durante la Alemania nazi, empleado únicamente por paganos generalmente, como Heinrich Himmler o Rudolf Hess y empleado posteriormente por neonazis y otros grupos de extrema derecha. El diseño del símbolo consiste en doce runas sowilo radiales, iguales a los símbolos empleados por las SS en su logotipo. Apareció en la Alemania nazi como elemento de diseño en el palacio de Wewelsburg, el edificio remodelado y ampliado por el jefe de las SS, Heinrich Himmler como cuartel.
Según Walter Schellenberg, un cargo del servicio de información de las SS, el símbolo era usado en rituales esotéricos. El símbolo aparece como ocultista en la novela alemana de 1991 titulada Die Schwarze Sonne von Tashi Lhunpo (El sol negro de Tashi Lhunpo). El libro relaciona el mosaico de Wewelsburg con el concepto neonazi del Sol Negro, inventado por el antiguo oficial de las SS Wilhelm Landig como sustituto de la esvástica nazi.

## El palacio de Wewelsburg
El símbolo que más tarde se conocería como el "sol negro" se originó a principios del siglo XX, siendo su primera representación un mosaico presente en el palacio Wewelsburg. En 1933, Heinrich Himmler, jefe de las SS, adquirió dicho castillo cerca de Paderborn, en la región alemana de Westfalia. Himmler pretendía convertir el edificio en un centro para las SS y, entre 1936 y 1942, ordenó ampliarlo y reconstruirlo con fines ceremoniales. La remodelación de Himmler incluyó el mosaico de Wewelsburg, compuesto por doce runas sig de color verde oscuro superpuestas radialmente, como las empleadas en el logotipo de las SS, presentes en el suelo de mármol blanco de la segunda planta de la torre norte de la estructura, conocida como la "Sala de los Generales Mayores". Según Walter Schellenberg, que fue un cargo del servicio de información de las SS, en esta sala había una mesa redonda y se realizaban ceremonias especiales con fuego, procesiones de antorchas e invocaciones a los antiguos dioses teutónicos con individuos escogidos. Este mismo oficial de las SS narra que a veces se situaba en el centro del sol negro del suelo un disco de oro, los adeptos se colocaban alrededor y se llevaban a cabo oraciones con el fin de establecer contacto espiritual entre este sol negro y la cruz gamada del techo de la planta inferior, considerada como el inframundo.
Algunos investigadores han sugerido que el creador de dicho símbolo pudo haberse inspirarse en los motivos de los discos decorativos presentes en el periodo merovingio (Zierscheiben) de Europa Central, que, según dicha sugerencia, representan el sol o su paso a lo largo del año.

## Neonazismo y extrema derecha
A finales del siglo XX, el símbolo del sol negro fue ampliamente utilizado por neofascistas, neonazis, ultraderechistas y nacionalistas blancos en general. El símbolo aparece a menudo en banderas extremistas, camisetas, carteles, sitios web y en publicaciones extremistas asociadas a estos grupos. Dichos grupos de extrema derecha modernos suelen referirse al símbolo como la rueda del sol o sonnenrad.
Varios grupos e individuos de extrema derecha han utilizado el símbolo en su propaganda, entre ellos el autor del atentado de Christchurch de 2019 y el grupo neonazi australiano Antipodean Resistance. El símbolo fue exhibido por miembros de varios grupos extremistas que participaron en la manifestación Unite the Right en Charlottesville (Virginia, Estados Unidos).
En mayo de 2022, se produjo un tiroteo en Buffalo (Nueva York). El autor de los disparos, un supremacista blanco, llevaba el símbolo del sol negro en su chaleco antibalas y lo colocó en la portada de su manifiesto digital. Posteriormente, los canales de Telegram y las personas influyentes favorables al Kremlin difundieron información errónea que vinculaba al autor del tiroteo con el Regimiento Azov y la nación ucraniana en general. Sin embargo, el tirador no hace ninguna referencia al Regimiento Azov en su manifiesto, y Ucrania solo recibe una mención en una sección plagiada de un manifiesto de un tirador en masa anterior a la invasión rusa de Ucrania.
El 1 de septiembre de 2022, Fernando André Sabag Montiel, que tiene un tatuaje del sol negro en el brazo, intentó asesinar a la vicepresidenta argentina Cristina Fernández de Kirchner.
En julio de 2023, un miembro de la campaña presidencial estadounidense de Ron DeSantis produjo y compartió un vídeo en Twitter que contenía el sol negro. El vídeo fue retirado rápidamente tras recibir la atención de los medios de comunicación y reacciones en contra, siendo el miembro de la campaña responsable de dicha imagen despedido.